# Sture Ericson
Sture Ericson (29 de septiembre de 1912 - 15 de marzo de 1979) fue un actor y director de nacionalidad sueca.

## Biografía
Su verdadero nombre era Sture Fredrik Magnus Eriksson, y nació en el Municipio de Salem, Suecia. Sture trabajó en el Riksteatern, el Stadsteater de Helsingborg, el Norrköpings stadsteater, el Teatro Municipal de Gotemburgo y el Folkteatern, también en Gotemburgo. Además, a partir de 1973 colaboró con el Teatro Dramaten de Estocolmo. 
Con una larga trayectoria teatral, y también en el cine y la televisión, fue sobre todo conocido por su papel de Ragnar Dahl en la serie televisiva Hem till byn, un papel que desempeñó desde el inicio de la producción en 1971 hasta el año 1976. Otro de sus papeles más conocidos fue el de parlamentario en la película de Hans Alfredson y Tage Danielsson Äppelkriget.
Sture Ericson falleció en Estocolmo, Suecia, en el año 1979.

## Filmografía (selección)
- 1941 : Hem från Babylon
- 1944 : Vi behöver varann
- 1944 : Flickan och Djävulen
- 1946 : När ängarna blommar
- 1946 : Kris
- 1946 : Llueve sobre nuestro amor
- 1948 : Loffe på luffen
- 1948 : Ciudad portuaria
- 1948 : Eva
- 1949 : Sjösalavår
- 1949 : Huset nr 17
- 1949 : Smeder på luffen
- 1949 : Svenske ryttaren
- 1949 : Lång-Lasse i Delsbo
- 1951 : La señorita Julie
- 1951 : Skeppare i blåsväder
- 1962 : Chans
- 1963 : Societetshuset (TV)
- 1966 : Ön
- 1966 : Adamsson i Sverige
- 1967 : Resan
- 1968 : Slättemölla by (TV)
- 1969 : Ni ljuger
- 1971 : Badjävlar (TV)
- 1971-1976 : Hem till byn (TV)
- 1971 : Äppelkriget
- 1972 : Spöksonaten (TV)
- 1972 : Skärgårdsflirt (TV)
- 1972 : Ett resande teatersällskap (TV)
- 1974 : Kvarteret Oron (TV)
- 1975 : Ungkarlshotellet (TV)
- 1975 : Figaros bröllop (TV)
- 1976 : Förvandlingen

## Teatro (selección)

### Actor
- 1939 : Nederlaget, de Nordahl Grieg, dirección de Svend Gade, Dramaten
- 1941 : El sueño de una noche de verano, de William Shakespeare, dirección de Ingmar Bergman, Sagoteatern[2]
- 1943 : Vem är jag eller När fan ger ett anbud, de Carl Erik Soya, dirección de Ingmar Bergman, Stockholms studentteater[3]
- 1943 : Strax innan man vaknar, de Bengt Olof Vos, dirección de Ingmar Bergman, Stockholms studentteater[4]
- 1943 : Niels Ebbesen, de Kaj Munk, dirección de Ingmar Bergman, Dramatikerstudion[5]
- 1944 : Livet är ju härligt, de William Saroyan, dirección de Per Knutzon, Teatro Oscar[6]
- 1944 : Clownen Beppo, de Else Fisher, dirección de Ingmar Bergman, Medborgarteatern y gira[7]
- 1944 : Aschebergskan på Widtskövle, de Brita von Horn y Elsa Collin, dirección de Ingmar Bergman, Helsingborgs stadsteater[8]
- 1944 : Fan ger ett anbud, de Carl Erik Soya, dirección de Ingmar Bergman, Helsingborgs stadsteater[9]
- 1944 : Macbeth, de William Shakespeare, dirección de Ingmar Bergman, Helsingborgs stadsteater[10]
- 1945 : Kriss-Krass-Filibom, de Rune Moberg y Sture Ericsson, dirección de Ingmar Bergman, Helsingborgs stadsteater[11]
- 1945 : Sagan, de Hjalmar Bergman, dirección de Ingmar Bergman, Helsingborgs stadsteater[12]
- 1945 : Jacobowsky och översten, de Franz Werfel, dirección de Ingmar Bergman, Helsingborgs stadsteater[13]
- 1945 : Rabies, de Olle Hedberg, dirección de Ingmar Bergman, Helsingborgs stadsteater[14]
- 1946 : Rekviem, de Björn-Erik Höijer, dirección de Ingmar Bergman, Helsingborgs stadsteater[15]
- 1951 : Jag älskar min son, de John Steinbeck, dirección de Karin Kavli, Norrköping-Linköping stadsteater
- 1951 : Robespierre, de Rudolf Värnlund, dirección de Johan Falck, Norrköping-Linköping stadsteater
- 1951 : Den tatuerade rosen, de Tennessee Williams, dirección de Ingmar Bergman, Norrköping-Linköping stadsteater[16]
- 1951 : Premiär nästa måndag, de Philip King, dirección de Gunnar Skoglund, Norrköping-Linköping stadsteater
- 1952 : I dag och i morgon, de J. B. Priestley, dirección de Johan Falck, Norrköping-Linköping stadsteater
- 1952 : Swedenhielms, de Hjalmar Bergman, dirección de Johan Falck, Norrköping-Linköping stadsteater
- 1952 : Laddat möte, de Agatha Christie, dirección de Sture Ericson, Norrköping-Linköping stadsteater[17]
- 1952 : Den tatuerade rosen, de Tennessee Williams, dirección de Ingmar Bergman, gira
- 1952 : Jane, de William Somerset Maugham, dirección de Keve Hjelm, Norrköping-Linköping stadsteater
- 1952 : Dans under stjärnorna, de Jean Anouilh, dirección de Johan Falck, Norrköping-Linköping stadsteater
- 1952 : Fångarnas natt, de Christopher Fry, dirección de Johan Falck, Norrköping-Linköping stadsteater
- 1953 : Haman, de Walentin Chorell, dirección de Johan Falck, Norrköping-Linköping stadsteater
- 1953 : Peer Gynt, de Henrik Ibsen, dirección de Johan Falck, Norrköping-Linköping stadsteater
- 1953 : Ljuva ungdomstid, de Eugene O’Neill, dirección de Rune Carlsten, Norrköping-Linköping stadsteater
- 1953 : La isla del tesoro, de Robert Louis Stevenson, dirección de Sture Ericson, Norrköping-Linköping stadsteater
- 1957 : En resande, de Maurice Druon, dirección de Carl Johan Ström, Teatro Municipal de Gotemburgo[18]
- 1959 : Ung och grön, de Dorothy Reynolds y Julian Slade, dirección de Ingrid Luterkort, Norrköping-Linköping stadsteater
- 1959 : Frestelse, de Jacques Deval, dirección de John Zacharias, Norrköping-Linköping stadsteater
- 1959 : Ett resande teatersällskap, de August Blanche, dirección de Bertil Norström, Norrköping-Linköping stadsteater
- 1959 : Den beskedlige älskaren, de Graham Greene, dirección de Lars Barringer, Norrköping-Linköping stadsteater
- 1960 : Gisslan, de Brendan Behan, dirección de Lars Barringer, Norrköping-Linköping stadsteater
- 1960 : Napoleons tvätterska, de Victorien Sardou y Émile Moreau, dirección de John Zacharias, Norrköping-Linköping stadsteater
- 1960 : Äktenskapsskolan, de Molière, dirección de Rune Carlsten, Norrköping-Linköping stadsteater
- 1961 : Dunungen, de Selma Lagerlöf, dirección de Sture Ericson, Norrköping-Linköping stadsteater
- 1961 : Kristina, de August Strindberg, dirección de John Zacharias, Norrköping-Linköping stadsteater
- 1961 : Nattkyparen, de Vilhelm Moberg, dirección de John Zacharias, Norrköping-Linköping stadsteater
- 1961 : Björnen, de Antón Chéjov, dirección de Lars Gerhard Norberg, Norrköping-Linköping stadsteater
- 1961 : Markurells i Wadköping, de Hjalmar Bergman, dirección de Rune Carlsten, Norrköping-Linköping stadsteater
- 1962 : Lek ej med kärleken, de Alfred de Musset, dirección de Ingrid Luterkort, Norrköping-Linköping stadsteater
- 1962 : Andorra, de Max Frisch, dirección de Lars Barringer, Norrköping-Linköping stadsteater
- 1963 : Hamlet, de William Shakespeare, dirección de Lars Barringer, Norrköping-Linköping stadsteater
- 1963 : Käre lögnare, de Jerome Kilty, dirección de Lars Barringer, Norrköping-Linköping stadsteater
- 1963 : El sueño, de August Strindberg, dirección de Olof Molander, Norrköping-Linköping stadsteater
- 1964 : Antígona, de Sófocles, dirección de Olof Molander, Norrköping-Linköping stadsteater
- 1964 : Marius, de Marcel Pagnol, dirección de Bertil Norström, Norrköping-Linköping stadsteater
- 1964 : De kärlekslösa, de William Inge, dirección de John Zacharias, Norrköping-Linköping stadsteater
- 1964 : Las tres hermanas, de Antón Chéjov, dirección de Lars Barringer, Norrköping-Linköping stadsteater
- 1965 : Boy Friend, de Sandy Wilson, dirección de Lars Barringer, Norrköping-Linköping stadsteater
- 1965 : Nej, de Johan Ludvig Heiberg, dirección de Bertil Norström, Norrköping-Linköping stadsteater
- 1965 : Den gamle skådespelaren, de August Blanche, Norrköping-Linköping stadsteater
- 1965 : Fallet Oppenheimer, de Heinar Kipphardt, dirección de John Zacharias, Norrköping-Linköping stadsteater
- 1966 : El padre, de August Strindberg, dirección de Ernst Günther, Norrköping-Linköping stadsteater
- 1966 : Meteoren, de Friedrich Dürrenmatt, dirección de John Zacharias, Norrköping-Linköping stadsteater
- 1966 : Köket, de Arnold Wesker, dirección de Ernst Günther, Norrköping-Linköping stadsteater
- 1967 : Balansgång, de Edward Albee, dirección de Lars-Levi Læstadius, Norrköping-Linköping stadsteater
- 1967 : Himmelrikets nycklar, de August Strindberg, dirección de Johan Falck, Norrköping-Linköping stadsteater
- 1967 : Las alegres comadres de Windsor, de William Shakespeare, dirección de Lars Gerhard Norberg, Norrköping-Linköping stadsteater

### Director
- 1952 : Drömresan, de Gunnar Falk, Norrköping-Linköping stadsteater
- 1952 : Sangre en la piscina, de Agatha Christie, Norrköping-Linköping stadsteater
- 1952 : Cinderella, de Charlotte Chorpenning, adaptación de Lennart Hedberg, Norrköping-Linköping stadsteater
- 1953 : Madame, de Walentin Chorell, Norrköping-Linköping stadsteater
- 1953 : La isla del tesoro, de Robert Louis Stevenson, adaptación de Arne Lydén, Norrköping-Linköping stadsteater
- 1960 : Giftermålet, de Nikolái Gógol, adaptación de Hjalmar Dahl, Norrköping-Linköping stadsteater
- 1961 : Dunungen, de Selma Lagerlöf, Norrköping-Linköping stadsteater
- 1961 : Pique Nique En Campagne, de Fernando Arrabal, adaptación de Evert Lundström, Norrköping-Linköping stadsteater
- 1962 : Min kära är en ros, de Bo Sköld, Norrköping-Linköping stadsteater
- 1963 : Out of Bounds, de Arthur Watkyn, adaptación de Rudolf Wendbladh, Norrköping-Linköping stadsteater
- 1964 : La traviata, de Giuseppe Verdi y Francesco Maria Piave, adaptación de Alf Henrikson, Norrköping-Linköping stadsteater
- 1965 : Mrs. Warren's Profession, de George Bernard Shaw, adaptación de Hugo Vallentin, Norrköping-Linköping stadsteater
- 1965 : Huset, de Werner Aspenström, Norrköping-Linköping stadsteater
- 1966 : Große Schmährede an der Stadtmauer, de Tankred Dorst, adaptación de Ingmar Björkstén y Johan Wrede, Norrköping-Linköping stadsteater
- 1966 : Die Kurve, de Tankred Dorst, adaptación de Ingmar Björkstén y Johan Wrede, Norrköping-Linköping stadsteater
- 1967 : Du vent dans les branches de sassafras, de René de Obaldia, adaptación de Göran O. Eriksson, Norrköping-Linköping stadsteater
- 1967 : El cántaro roto, de Heinrich von Kleist, adaptación de Nils Personne, Norrköping-Linköping stadsteater
- 1968 : Bebnaja Marat, de Aleksej Arbuzov, adaptación de Carita Anderssén, Norrköping-Linköping stadsteater

## Radioteatro
- 1948 : Antonio y Cleopatra, de William Shakespeare, dirección de Alf Sjöberg[19]